# Szopkó
Szopkó (ukránul: Сопки) település Ukrajnában, Kárpátalján, a Huszti járásban.

## Fekvése
Ökörmezőtől északnyugatra, Cserjés keleti szomszédjában, 630 méter tengerszint feletti magasságban fekvő település.

## Népesség
A falunak a 2001 évi népszámláláskor 295 lakosa volt.

| 2001 | 295 |